# Croconema longiseta
Croconema longiseta (syn. Xenodesmodora longiseta) is een rondwormensoort. De wetenschappelijke naam van de soort is voor het eerst geldig gepubliceerd in 1950 door Schuurmans Stekhoven.